# 알렉사 팔라디노
알렉사 팔라디노(Aleksa Palladino, 1980년 9월 21일 ~ )는 미국의 배우, 가수이다.

## 출연 작품
- 데드 캠프 2 - 마라 역